# Ghilherme Lobo
Ghilherme Lobo Putini (São Paulo, 8 de febrero de 1995) es un actor y bailarín brasileño. Él es famoso después de protagonizar el cortometraje Eu Não Quero Voltar Sozinho y el largometraje Hoje Eu Quero Voltar Sozinho, donde interpretó a Léo, un adolescente ciego que descubre que es homosexual .

## Biografía
Ghilherme tiene seis hermanos, Tatiana, Patrícia, Laura, Miguel, David y Manuela y proviene de una familia de artistas, ya que su padre, Betinho Sodré, es músico y su madre, Francine Lobo, es cantante. Su formación artística proviene de la danza . Comenzó a los 8 años en el Ballet Stagium, en São Paulo . Posteriormente, se trasladó a Cisne Negro Companhia de Dança, donde permaneció hasta los 13 años. Incluso bailó en Nueva York con la compañía.

## Carrera
Debutó en el teatro a los 7 años, en 2002, en una producción del musical La Bella y la Bestia . Luego trabajó con locuciones, doblajes y publicidad. A los 12 años, volvió a los escenarios en otro musical, Peter Pan, seguido de Castelo Rá Tim Bum y A Noviça Rebelde . Hizo su debut cinematográfico interpretando el papel principal en el cortometraje Eu Não Quero Voltar Sozinho, dirigido por Daniel Ribeiro, en 2010. Volvió a representar al adolescente Leonardo en la versión cinematográfica de la película, Hoje Eu Quero Voltar Sozinho, del mismo director, estrenada en 2014 .
Su debut en las telenovelas fue en Partes de Mí, donde interpretó a uno de los protagonistas, Bernardo, uno de los siete hijos de una donante de semen interpretado por Domingos Montagner . Su núcleo también incluía a Isabelle Drummond, Jayme Matarazzo, Thiago Rodrigues y Maria Eduarda de Carvalho . Posteriormente, el actor estaba programado para interpretar a Visconde de Valmont en la primera fase de la miniserie Ligações Perigosas, que fue exhibida por Rede Globo a principios de 2016.

## Filmografía

### Televisión
| Año  | Título                                     | Personaje                  | Los grados                         |
| ---- | ------------------------------------------ | -------------------------- | ---------------------------------- |
| 2015 | ¿Felices para siempre?                     | Dionisio Drummond (joven)  | Episodio: "26 de enero"            |
| 2015 | Partes de Mí                               | Bernardo Figueira Meira    |                                    |
| 2016 | Ligações Perigosas                         | Augusto de Valmont (joven) | Episodios: "del 4 al 6 de enero"   |
| 2016 | Segredos de Justiça                        | Eduardo ( Dudu )           | Episodio: "Cállate para siempre"   |
| 2019 | Malhação: Vidas Brasileiras                | Luis                       | Episodios: "del 5 al 8 de febrero" |
| 2020 | Rua do Sobe e Desce, Número que Desaparece | Álvaro Moreira (Alvinho)   |                                    |

### En el Cine
| Año       | Título                       | Personaje              | Los grados   |
| --------- | ---------------------------- | ---------------------- | ------------ |
| 2020      | Boni Bonita                  | mario                  | [ 14 ]       |
| 2019      | Divaldo: Un mensajero de paz | Divaldo Franco (joven) |              |
| 2018      |                              |                        |              |
| Bia (2.0) | Dan                          | [ 15 ]                 |              |
| Incendio  | Arturo                       | Cortometraje           |              |
| 2014      | Hoje Eu Quero Voltar Sozinho | Leonardo (Léo)         |              |
| 2013      | Perfil de Jonas Aquino       | Pedro                  | Cortometraje |
| 2010      | Eu Não Quero Voltar Sozinho  | Leonardo               | Cortometraje |

## Teatro
| Año     | Título                                | Personaje | Árbitro. |
| ------- | ------------------------------------- | --------- | -------- |
| 2002-03 | La bella y la Bestia                  | Chip      | [ 18 ]   |
| 2007    | Peter Pan - Todos Podemos Voar        | Nibs      | [ 19 ]   |
| 2008    | Castelo Rá-Tim-Bum: Onde Está o Nino? | Pedro     | [ 20 ]   |
| 2009    | El sonido de la musica                | Federico  | [ 18 ]   |
| 2015    | Onde Mora o Amor?                     | Edu       | [ 21 ]   |
| 2016    | Eu Nunca                              | David     | [ 22 ]   |
| 2016    | O Aprendiz de Feiticeiro              | Arturo    | [ 23 ]   |
| 2018    | Somos Todos Tão Jovens                | Guillermo | [ 24 ]   |

## Premios y nominaciones
| Año  | premio                                             | Categoría               | Trabaja                                  | Resultado | Árbitro. |
| ---- | -------------------------------------------------- | ----------------------- | ---------------------------------------- | --------- | -------- |
| 2010 | Cerrar - Festival de la Diversidad Sexual          | Mejor actor             | Eu Não Quero Voltar Sozinho \| Venezuela | [ 25 ]    |          |
| 2010 | 18 Mezcla Brasil                                   | Venezuela               | Eu Não Quero Voltar Sozinho \| Venezuela | [ 26 ]    |          |
| 2011 | Festival Internacional de Audiovisuales de Atibaia | Mejor actor\| Venezuela | Eu Não Quero Voltar Sozinho \| Venezuela | [ 27 ]    |          |
| 2011 | Venezuela                                          | Mejor actor\| Venezuela | Eu Não Quero Voltar Sozinho \| Venezuela | [ 28 ]    |          |
| 2011 | Venezuela                                          | Mejor actor\| Venezuela | Eu Não Quero Voltar Sozinho \| Venezuela | [ 29 ]    |          |
| 2011 | Venezuela                                          | Mejor actor\| Venezuela | Eu Não Quero Voltar Sozinho \| Venezuela | [ 30 ]    |          |
| 2014 | 8 para el arco iris                                | Mejor actor\| Venezuela | Hoje Eu Quero Voltar Sozinho\| Venezuela | [ 31 ]    |          |
| 2014 | Premio Guaraní de Cine Brasileño                   | Venezuela               | Hoje Eu Quero Voltar Sozinho\| Venezuela | [ 33 ]    |          |
| 2014 | Premio Quién Cine                                  | Mejor actor\| Venezuela | Hoje Eu Quero Voltar Sozinho\| Venezuela | [ 34 ]    |          |
| 2015 | Venezuela                                          | Mejor actor\| Venezuela | Hoje Eu Quero Voltar Sozinho\| Venezuela | [ 35 ]    |          |
| 2015 | Venezuela                                          | Mejor actor\| Venezuela | Hoje Eu Quero Voltar Sozinho\| Venezuela | [ 36 ]    |          |
| 2015 | Premio Extra de Televisión                         | Revelación masculina    | Partes de Mí \|                          | [ 37 ]    |          |
| 2015 | Premio Joven Brasileño                             |                         | Partes de Mí \|                          | [ 38 ]    |          |
| 2015 | Premio Quién Televisión                            |                         | Partes de Mí \|                          | [ 39 ]    |          |
| 2016 | Premio Teatro Femsa                                | Mejor actor             |                                          | [ 40 ]    |          |
| 2017 | Premio Teatro Femsa                                | Mejor actor             | En proceso...                            | [ 41 ]    |          |
| 2021 | Festival Sesc Mejores Películas                    | mejor actor nacional    |                                          |           |          |

## enlaces externos
- Datos: Q16940045